# Ojo de Agua de la Ordeña
Ojo de Agua de la Ordeña är en ort i Mexiko.   Den ligger i kommunen Jerécuaro och delstaten Guanajuato, i den centrala delen av landet, 170 km nordväst om huvudstaden Mexico City. Ojo de Agua de la Ordeña ligger 2 248 meter över havet och antalet invånare är 125.
Terrängen runt Ojo de Agua de la Ordeña är platt åt nordväst, men åt sydost är den kuperad. Runt Ojo de Agua de la Ordeña är det ganska tätbefolkat, med 54 invånare per kvadratkilometer. Närmaste större samhälle är Jerécuaro, 17,4 km söder om Ojo de Agua de la Ordeña. I omgivningarna runt Ojo de Agua de la Ordeña växer huvudsakligen savannskog.